# DDT (乐队)

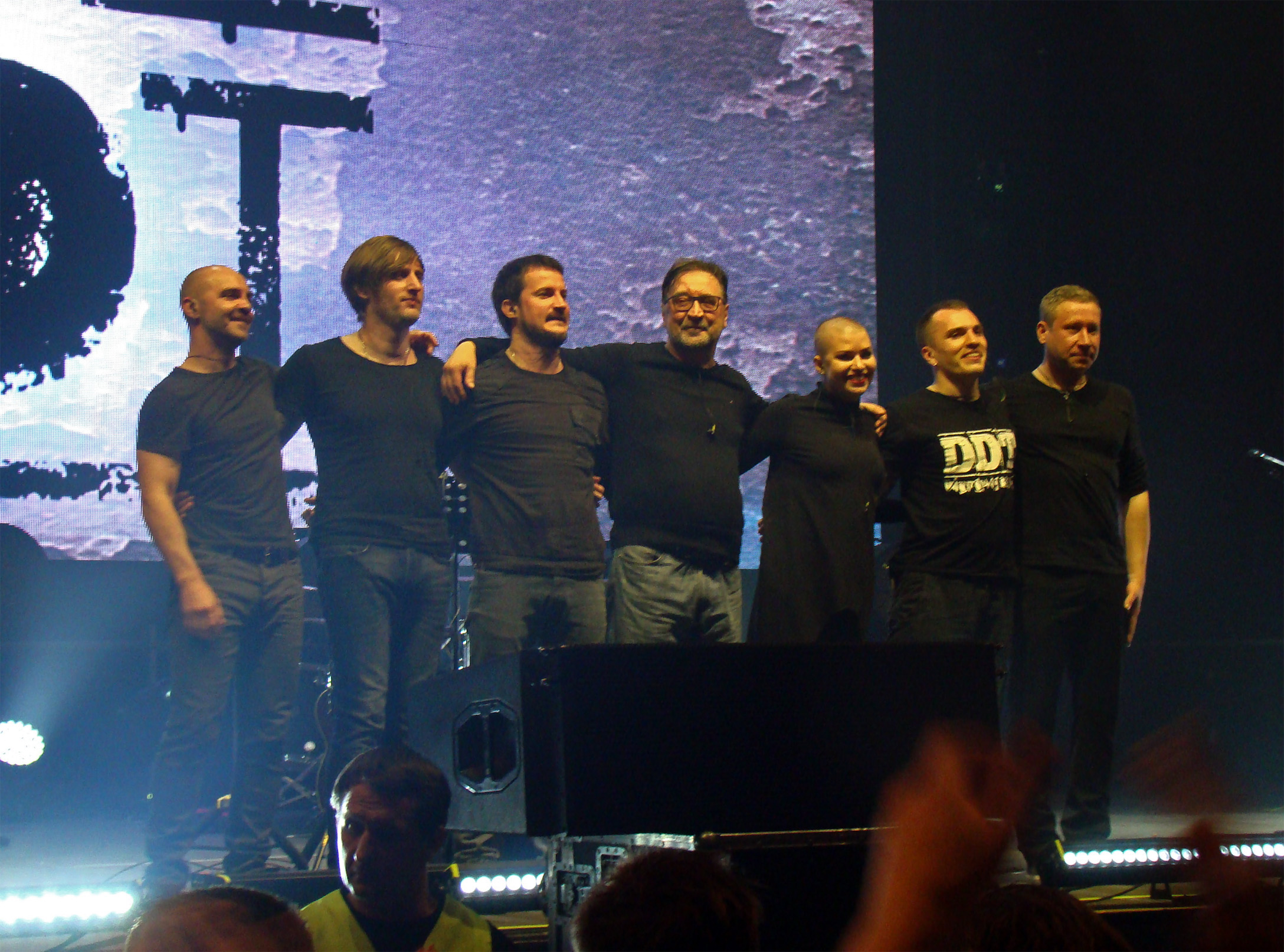
DDT乐队

DDT（西里尔字母：ДДТ）是一支成立于1980年的俄罗斯摇滚乐队，成立地點位於烏法。 成立之初樂隊有5位成員。目前乐队中只剩下了一位初創成员，即主唱尤里·舍夫丘克。